# Memory (Lied)
Memory (deutscher Titel Erinnerung) ist das wohl bekannteste Lied aus dem Musical Cats von Andrew Lloyd Webber. Der Text stammt von Trevor Nunn und basiert auf T. S. Eliots Gedicht Rhapsody on a Windy Night.
Gesungen wird der Song im Musical von Grizabella, der ehemaligen Glamour-Katze, die nun nur noch ein Schatten ihres damaligen Ichs ist. Der Song ist ein nostalgischer Rückblick auf ihre Vergangenheit und drückt ihren Wunsch aus, ein neues Leben zu beginnen. Memory wird in dem Musical mehrmals gesungen. Als er gegen Ende des Stückes gesungen wird, markiert er den Wende- und Höhepunkt der Handlung.
Memory (oft fälschlicherweise auch als Memories bezeichnet) ist Lloyd Webbers größter Hit und wurde vielfach kopiert und verändert. Bekannte Künstler, die den Song berühmt machten, sind vor allem Elaine Paige, die die Grizabella in der Originalbesetzung von Cats sang, Barbra Streisand und Barry Manilow. Die Sängerin Angelika Milster machte das Lied in Deutschland unter dem Titel Erinnerung bekannt. Zugleich ist es ihre bekannteste und populärste Aufnahme.